# Henryk Malarski
Henryk Kazimierz Malarski (ur. 4 marca 1887 w Racławicach, zm. 11 listopada 1955 w Puławach) – polski biochemik, fizjolog, zootechnik, specjalista w dziedzinie żywienia zwierząt, organizator badań doświadczalnych, stanowiących podstawę praktyki rolniczej, jeden z twórców Państwowego Instytutu Naukowego Gospodarstwa Wiejskiego w Puławach, profesor Wydziału Rolnego UMCS w Lublinie (współcześnie Uniwersytet Przyrodniczy).

## Życiorys

### Lata 1887–1917
Urodził się we wsi Racławice w powiecie miechowskim. Jego rodzicami byli: Stanisław, rządca majątków rolnych, i Emilia z domu Klimek. Miał brata Tadeusza, młodszego o cztery lata (w przyszłości fizyka-radiotechnika, profesora  politechnik we Lwowie i Gliwicach). Uczęszczał do Gimnazjum im. Nowodworskiego w Krakowie. Po maturze (1905) studiował fizykę i chemię na Uniwersytecie Jagiellońskim (na ówczesnym Wydziale Filozoficznym). Od roku 1908 był zatrudniony jako demonstrator w Katedrze Chemii Lekarskiej, kierowanej przez biochemika, prof. Leona Marchlewskiego. Wyniki prowadzonych w Katedrze badań zostały opublikowane w roku 1909. Stały się podstawą przyznania Henrykowi Malarskiemu w roku 1910 stopnia doktora. W kolejnych latach był asystentem w Katedrze Chemii Lekarskiej (1910–1917) oraz wykładowcą chemii dla studentów medycyny (1913/1914). Współpracował nadal z prof. Marchlewskim i Janem Roblem, zajmując się m.in. chemią chlorofilu.

### Lata 1917–1939

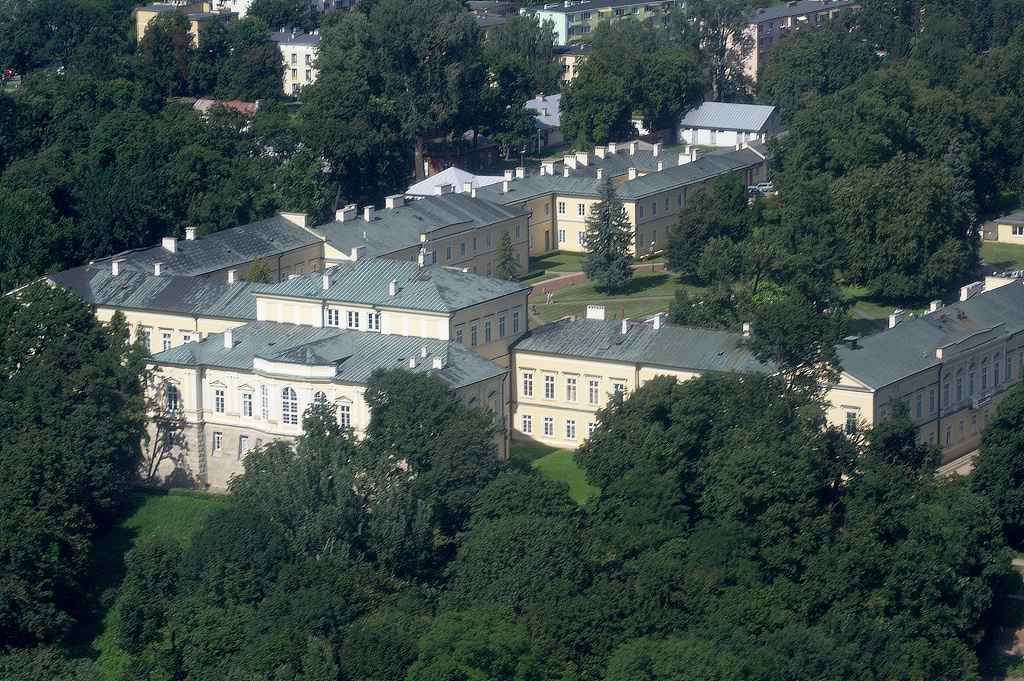
Pałac Czartoryskich w Puławach, w latach 1917–1950 – Państwowy Instytut Naukowy Gospodarstwa Wiejskiego

Wydarzenia w okresie 1914–1918 (zakończenie okresu zaborów) umożliwiły rozwój polskiej nauki i szkolnictwa wyższego, w tym istniejących uniwersytetów i nowych placówek badawczych. Już w roku 1917 utworzono w Puławach Państwowy Instytut Naukowy Gospodarstwa Wiejskiego – pierwszą i jedyną wówczas jednostkę tego typu w Polsce, której pierwszym dyrektorem został prof. Leon Marchlewski. Henryk Malarski znalazł się w grupie specjalistów, którym powierzono kierownictwo wydziałów. Przeniósł się na stałe z Krakowa do Puław. Habilitację (z veniam legendi w dziedzinie żywienia zwierząt) otrzymał w roku 1930 na Wydziale Rolniczo Lasowym Politechniki Lwowskiej, na którym w latach 1930–1932 i 1938/1939 zastępował kierownika katedry fizjologii i żywienia zwierząt (nie przyjął propozycji objęcia tej katedry na stałe). 
W PINGW w Puławach zajmował stanowiska:
- 1917–1920 – kierownika poddziału biochemicznego w dziale żywienia i użytkowania zwierząt
- 1920–1921 – wicedyrektora Instytutu i zastępcy kierownika Wydziału Żywienia i Użytkowania Zwierząt
- 1923–1936 – kierownika WŻiUZ oraz dyrektora Instytutu (1935–1936)
- 1936–1939 – kierownika Wydziału Produkcji Zwierzęcej

Prowadził badania dotyczące zasad żywienia zwierząt (m.in. drobiu i owiec), w tym metod badania pasz, pozwalających określać potrzeby pokarmowe zwierząt (normy żywienia, zob. wartość odżywcza, wartość energetyczna). Był współzałożycielem Polskiego Towarzystwa Zootechnicznego (1922) oraz – w latach 1922–1948 – jego wiceprezesem. Należał do komitetu redakcyjnego „Przeglądu Hodowlanego” (organ PTZ, wydawany od roku 1927), w którym pełnił funkcję przewodniczącego Sekcji Doświadczalnej.

### Lata 1939–1944
W okresie okupacji niemieckiej ziem polskich w Puławach utworzono Landwirtschaftliche Forschungsanstalt (Instytut Badań Rolniczych), w którym Henryk Malarski pełnił funkcję kierownika Instytutu Żywienia Zwierząt. W tym okresie tworzył koncepcje jego rozbudowy (poszerzenia zakresu działalności), planowanej na powojenną przyszłość. Zabiegał o zatrudnienie w instytucie grupy młodych polskich zootechników. Uzyskali oni nie tylko szansę pracy zarobkowej w swoim zawodzie – w pewnym zakresie mogli kontynuować badania naukowe pod kierownictwem H. Malarskiego.

### Lata powojenne
Okres powojennej działalności PINGW rozpoczął się już w lipcu 1944 roku. Henryk Malarski, jako kierownik Wydziału Produkcji Zwierzęcej, przystąpił do odbudowy i rozbudowy jego struktury – organizowania Wydziału Żywienia Zwierząt. Jego kierownictwo objął w roku 1950, jednak wkrótce (sierpień 1950) PINGW zlikwidowano, a H. Malarski został przeniesiony do nowego Instytutu Zootechniki w Krakowie. W Puławach pozostał Dział Żywienia Zwierząt, którym Malarski nadal kierował. W Krakowie zajmował się ustalaniem metodyki badań zootechnicznych (jako przewodniczący komisji powołanej w tym celu). Działał w Polskim Towarzystwie Zootechnicznym: pełnił funkcję wiceprezesa (do 1948), a następnie prezesa. 
W tym samym okresie należał do grona organizatorów Wydziału Rolniczego na nowym uniwersytecie, utworzonym w Lublinie – Uniwersytecie Marii Curie-Skłodowskiej (obecnie Uniwersytet Przyrodniczy w Lublinie). Na tym wydziale utworzył w roku 1945 Zakład Fizjologii i Żywienia Zwierząt, którym kierował przez 10 lat (do śmierci).   

## Publikacje
Henryk Malarski opublikował 12 podręczników oraz liczne artykuły i referaty naukowe. W latach 1909–1913 w „Anzeiger der Akademie der  Wissenschaften in Krakau” i „Biochemische Zeitschrift” ukazały się prace biochemiczne, wykonywane z udziałem Leona Marchlewskiego:
- 1909 – Studien in der Chlorophyllgrouppe. Über Zinkchlorophyleee und Zinkprophyllotaonine (praca doktorska)
- 1910 – Bestimmung des Chlorophylls in Pflanzenteilen
- 1912 – Anhydro-Phyllotaonine
- 1913 – Phyllocyanin und Phylloxantin Schunck's

W latach dwudziestolecia międzywojennego H. Malarski opublikował m.in.:
- 1921, 1922, 1926 – rozprawy nt. żywienia drobiu w „Pamiętniku PINGW”
- 1923 – O niedostateczności sposobu badania pokarmów (w: „Roczniki Nauk Rolniczych”)
- 1925 – Nouvelles opinions sur la valeur nutritive des fourrages (referat na międzynarodowym kongresie w Warszawie)
- 1926 – Żywienie kur (podręcznik)
- 1926 – Badania doświadczalne nad łubinem jako paszą (rozprawa habilitacyjna)
- 1934 – Ogólne zasady żywienia zwierząt (podręcznik)
- 1934 – Żywienie owiec (podręcznik)
- 1938 – Żywienie kur (podręcznik)

Po II wojnie światowej ukazały się m.in.:
- 1946 – Wskazówki układania dawek pasz (pierwsze tablice wartości odżywczej pasz, wyznaczonych w PINGW; wznowienia uzupełnione: 1952 i 1954)
- 1947 – Fizjologia zwierząt (skrypt)
- 1948 – Potrzeba organizacji badań naukowo-doświadczalnych w dziedzinie żywienia zwierząt (w: „Przegląd Hodowlany”)
- 1949 – Podstawy fizjologiczne żywienia zwierząt gospodarskich
- 1950 – Żywienie trzody chlewnej na bekony (podręcznik, kontynuacja cyklu przedwojennych podręczników żywienia szczegółowego[3])

## Odznaczenia i wyróżnienia
Otrzymał m.in.:
- Krzyż Kawalerski Orderu Odrodzenia Polski
- Nagroda Państwowa II stopnia
- tytuł honorowego prezesa Polskiego Towarzystwa Zootechnicznego (od 1955)

## Życie rodzinne
Z pierwszego małżeństwa, z Wandą z domu Maniecką, miał dwie córki, Halinę i Ewę Marię. Po raz drugi ożenił się z Ireną z domu Amczyk.
Zmarł i spoczywa w Puławach.